# Navigator of the Seas
El Navigator of the Seas es un crucero de la clase Voyager operado por Royal Caribbean International (RCI). Construido en Kvaerner Masa Yards, Turku (Finlandia). El barco originalmente desplazaba 138.279 toneladas brutas y transportaba 3.807 pasajeros más tripulación adicional. Una remodelación en 2014 agregó 81 camarotes adicionales, aumentando el tonelaje del barco a 139.570 toneladas. Las dimensiones del barco son 311 metros de largo con una manga de 48 metros.

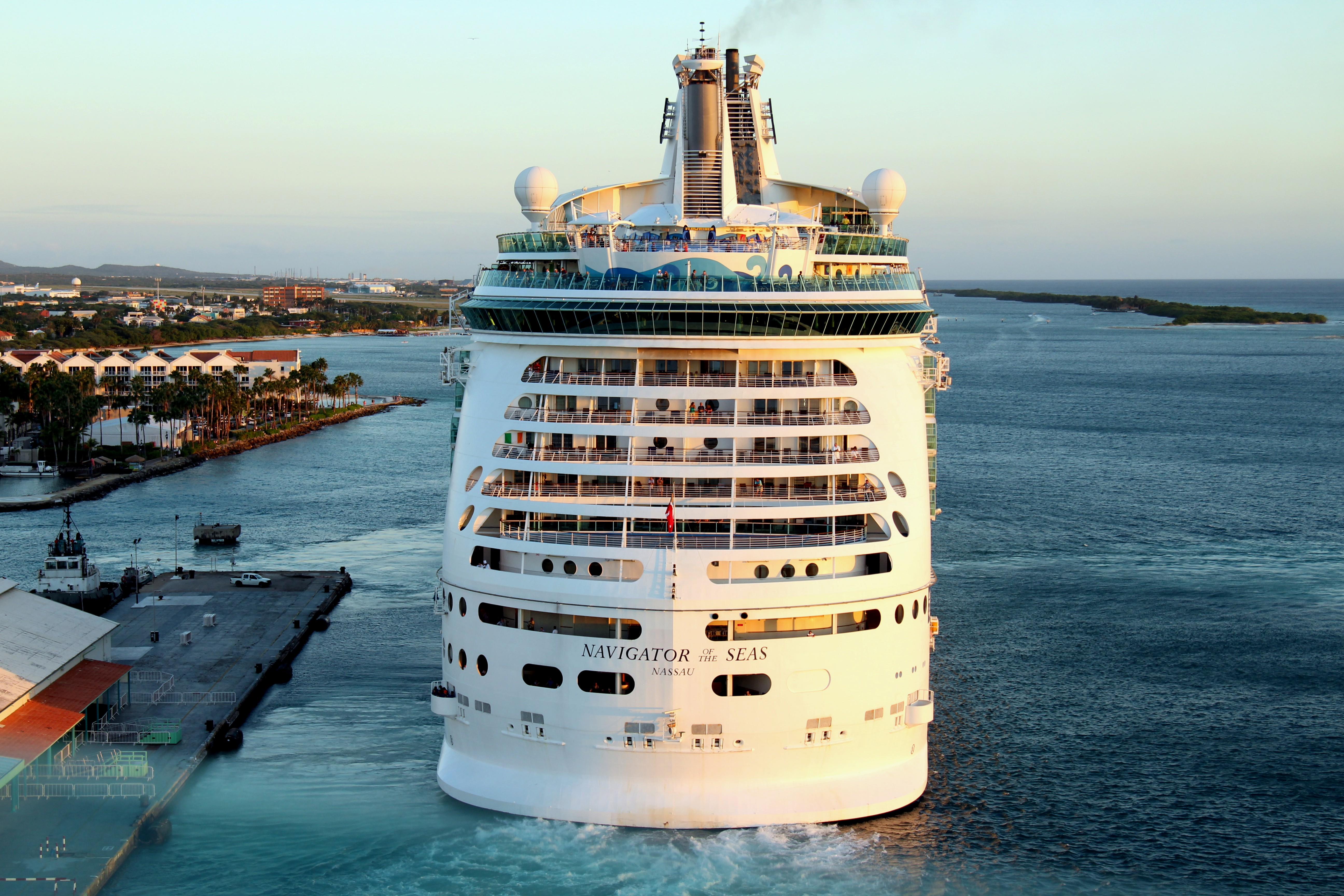
Vista trasera del Navigator of the Seas en 2017.

El barco contiene 8,5 millones de dólares en arte, exhibido en escaleras y áreas públicas. La escultura del atrio principal del Navigator of the Seas abarca más de siete cubiertas y se basa en las burbujas que hace un buceador cuando nada bajo el agua.
El Navigator of the Seas es el primero de la segunda generación de buques de clase Voyager y de 2002 a 2003 fue el crucero más grande del mundo.
El Navigator of the Seas se sometió a un reacondicionamiento de 115 millones de dólares en enero de 2019, aumentando la capacidad de pasajeros a 4000 y el tamaño a 139.999 toneladas.